# Sühnekreuz (Holzhausen, Leipzig)

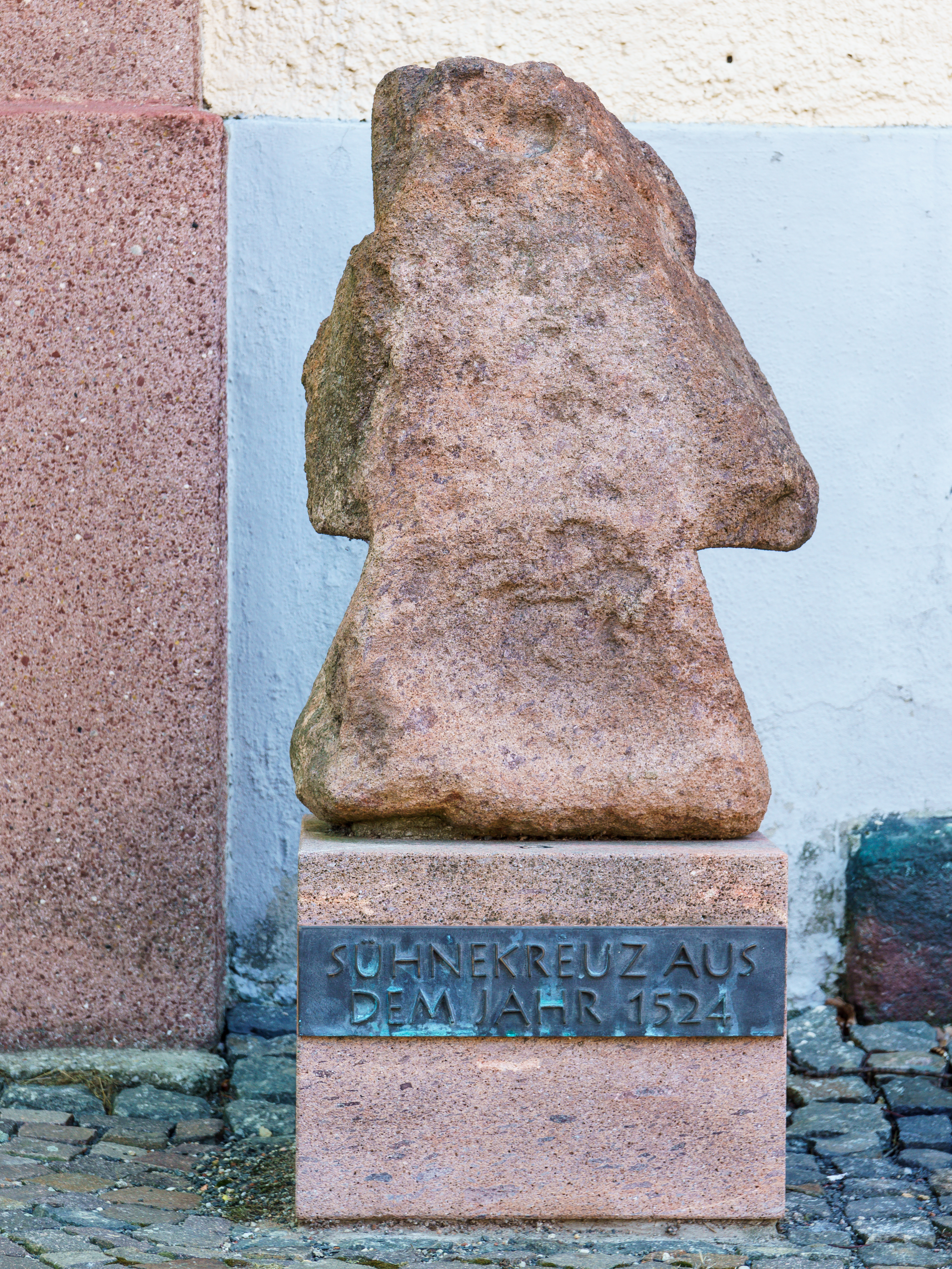
Sühnekreuz Holzhausen (2019)

Das Sühnekreuz im Leipziger Ortsteil Holzhausen ist ein historischer Sühnestein. Es ist das einzige Sühnekreuz im Stadtgebiet und gehört zu den ältesten Kulturdenkmalen der Stadt. Es steht unter Denkmalschutz. Gesicherte Daten über seine Entstehungszeit sind nicht vorhanden; vermutlich stammt es aus dem 15. oder 16. Jahrhundert.

## Beschreibung
Das Kreuz aus Rochlitzer Porphyrtuff ist ungefähr 68 cm hoch, 45 cm breit und 28 cm tief. Das sich von der Basis nach oben verjüngende Kreuz weist auf der gesamten Oberfläche Beschädigungen auf, so sind die beiden Seitenbalken nur noch als Reste erhalten geblieben. Der Zustand kann insgesamt als schadhaft bezeichnet werden, zur langfristigen Aufstellung wurde das Kreuz auf einen modernen Porphyrsockel gestellt, welcher mit einer bronzenen Tafel mit der Inschrift: „Sühnekreuz aus / dem Jahr 1524“  versehen ist.

## Standorte

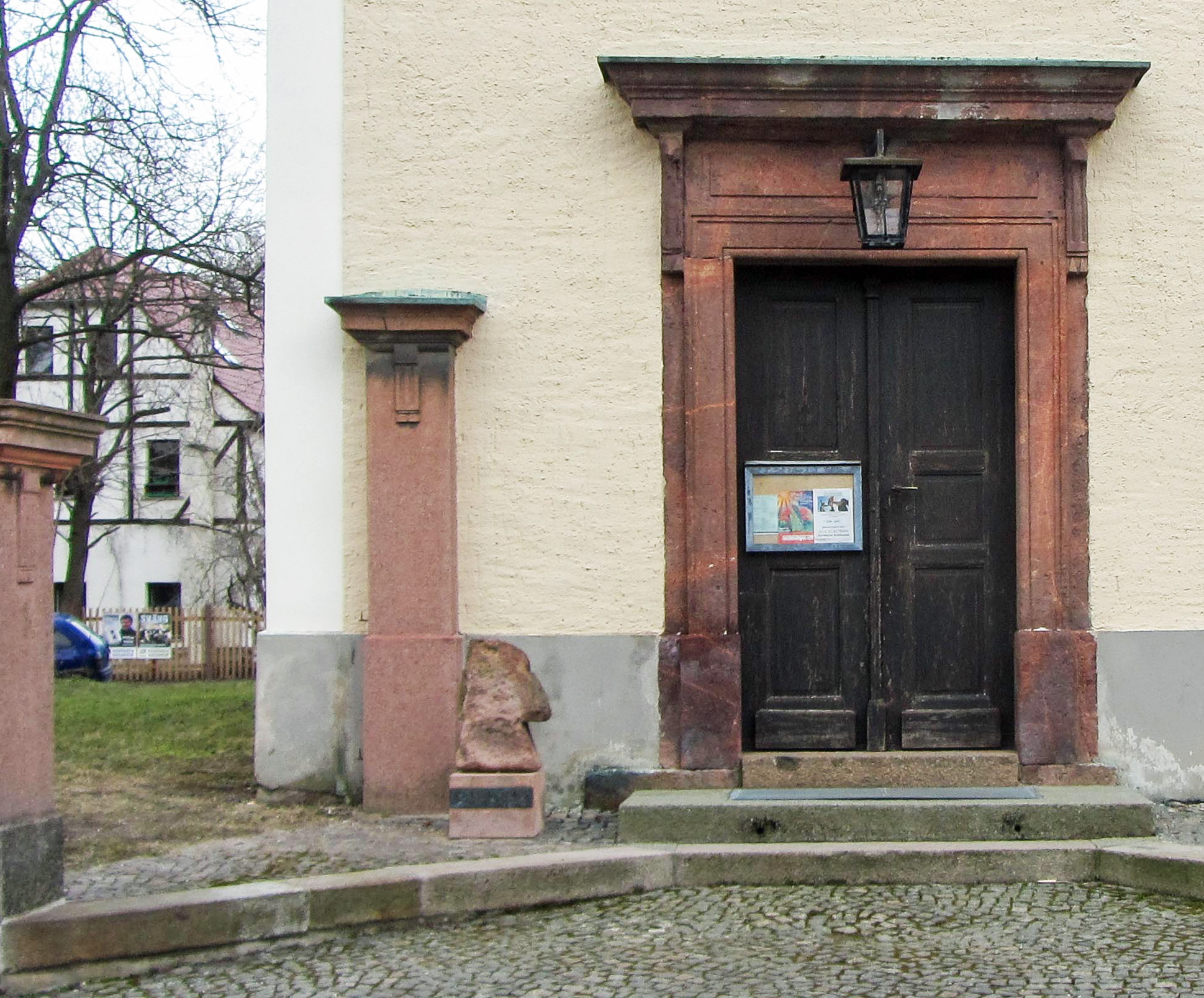
Heutiger Standort am Westportal der Kirche Holzhausen (2023)

Ein Steinkreuz befand sich nach Angaben von Rudolf Moschkau aus dem Jahr 1926 einst in der Flur Holzhausen bei Liebertwolkwitz am nördlichen Abhang des Kolm, und zwar „im Graben liegend, später verschwunden, Fuß abgebrochen“. Diese Angaben wurden 1926 auch durch den Landwirt Henniker in Holzhausen bestätigt. Eine Identität dieses 1926 erwähnten Kreuzes mit dem hier behandelten ist möglich. 
Bis 1950 stand das Leipziger Sühnekreuz in den Bahnhofsanlagen von Holzhausen an der Stötteritzer Landstraße, an der Mauer der Stallgebäude, von denen um 1950 ein Teil abgerissen wurde. Im Zuge der Abbrucharbeiten wurde es wahrscheinlich eingelagert; 1954 wurde es in der Nähe seines vorherigen Standortes auf einem festen Sockel wieder aufgestellt. Im Winter 2008/2009 wurde das Kreuz neben den Westeingang der Holzhäuser Kirche in der Hauptstraße versetzt.

## Möglicher Hintergrund
1486 ist „ein Totschlag verhandelt worden zwischen den Holzhäuser Einwohnern Jacoff Melckaw und Anthonius Wittich, wonach neben anderen Verpflichtungen Melckaw „eyn steynen creutz setzen““ sollte. Im Jahre 1524 gab es einen weiteren Totschlag: Der Bauer Brixius Hertel wurde von vier Männern erschlagen. Laut Ortschronik wurde danach ein Sühnekreuz aus Stein aufgestellt. Ob das Leipziger Sühnekreuz mit einem dieser Fälle zu tun hat, ist nicht bekannt.